# Sebastian Bader
Sebastian Bader (* 22. Januar 1988) ist ein österreichischer Tennisspieler.

## Karriere
Sebastian Bader spielt hauptsächlich auf der ATP Challenger Tour und der ITF Future Tour. Er konnte bislang fünf Doppelsiege auf der ITF Future Tour feiern. Auf der ATP Challenger Tour gewann er bis jetzt das Doppelturnier in Tallahassee im Jahr 2014.

## Erfolge
| Legende (Anzahl der Siege)  |
| Grand Slam                  |
| ATP World Tour Finals       |
| ATP World Tour Masters 1000 |
| ATP World Tour 500          |
| ATP World Tour 250          |
| ATP Challenger Tour (1)     |

### Doppel

#### Turniersiege
| Nr. | Datum       | Turnier     | Belag | Partner   | Finalgegner                       | Ergebnis  |
| --- | ----------- | ----------- | ----- | --------- | --------------------------------- | --------- |
| 1.  | 3. Mai 2014 | Tallahassee | Sand  | Ryan Agar | Björn Fratangelo Mitchell Krueger | 6:4, 7:63 |